# Platysepalum poggei
Platysepalum poggei är en ärtväxtart som beskrevs av Paul Hermann Wilhelm Taubert. Platysepalum poggei ingår i släktet Platysepalum och familjen ärtväxter. Inga underarter finns listade i Catalogue of Life.